# Omer Dierickx
Omer Alphonse Dierickx (Brussel, 2 april 1862 – Ukkel, 24 september 1939) was een Belgisch schilder en beeldhouwer.

## Leven
Hij was lid van de kunstenaarsverenigingen L'Essor en Pour l'Art. In 1894 was hij laureaat van de jaarlijkse tentoonstelling van de Cercle Artistique et Littéraire. Hij ging les geven aan de Leuvense Academie.
Zijn broer José Dierickx (1865–1959) was ook een schilder.

## Werk

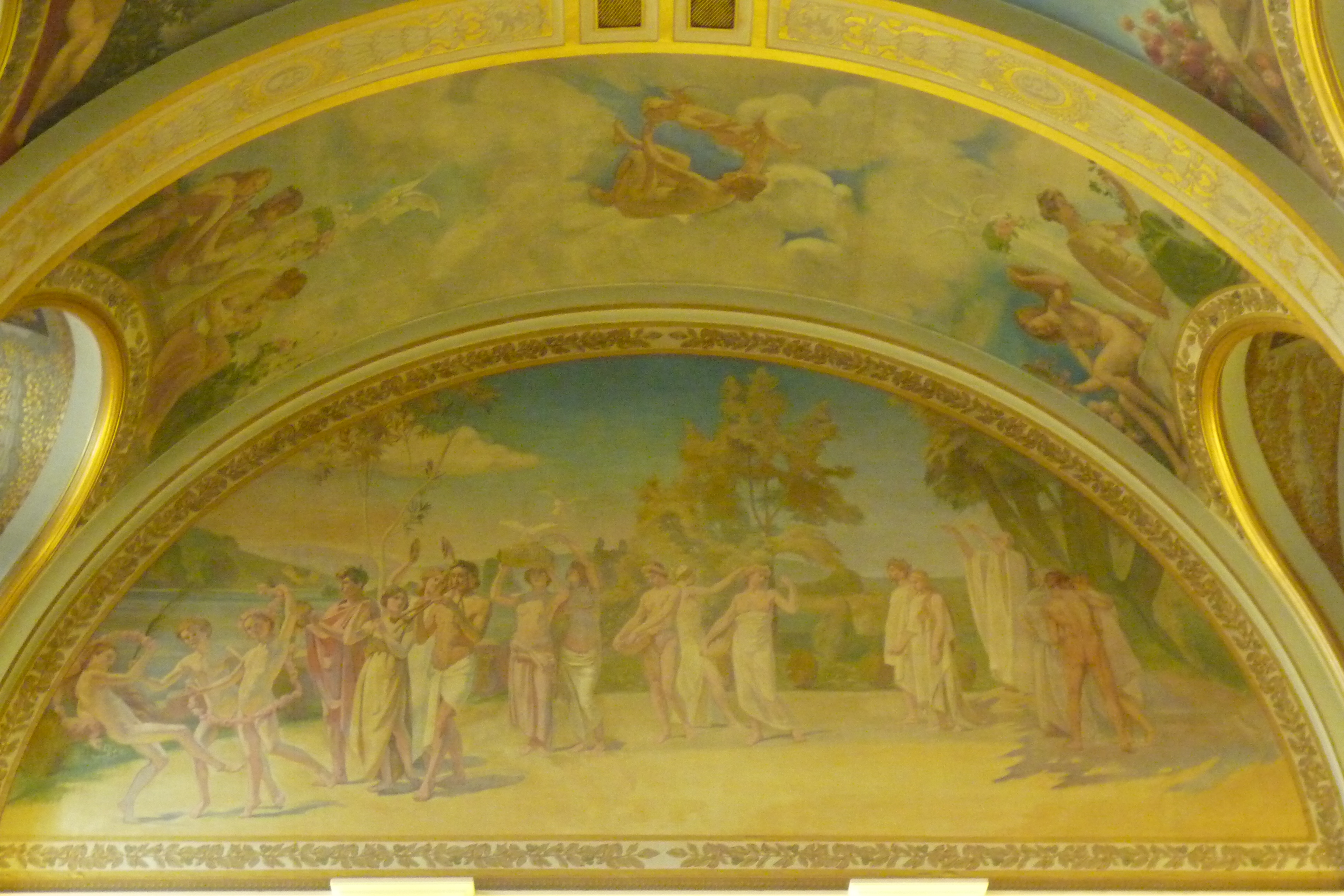
Huwelijksfeest (stadhuis Sint-Gillis)

- Portret van Edward Van Even (1903)
- Portret van burgemeester Vital Decoster (1904)
- Portret van senator Léon Vanderkelen (1907)
- Portret van Ernest Solvay
- Plafondschildering in de Europazaal van het Gemeentehuis van Sint-Gillis
- Wandschilderingen op doek voor het Koninklijk Museum voor Midden-Afrika
- Portret van notaris Van Ermen (1919)
- Ontwerp van zes mozaïekpanelen voor de zuilengalerij aan de Triomfboog van het Jubelpark, met als thema Oorlog (1921-26)